# Šinagawa (Tokio)

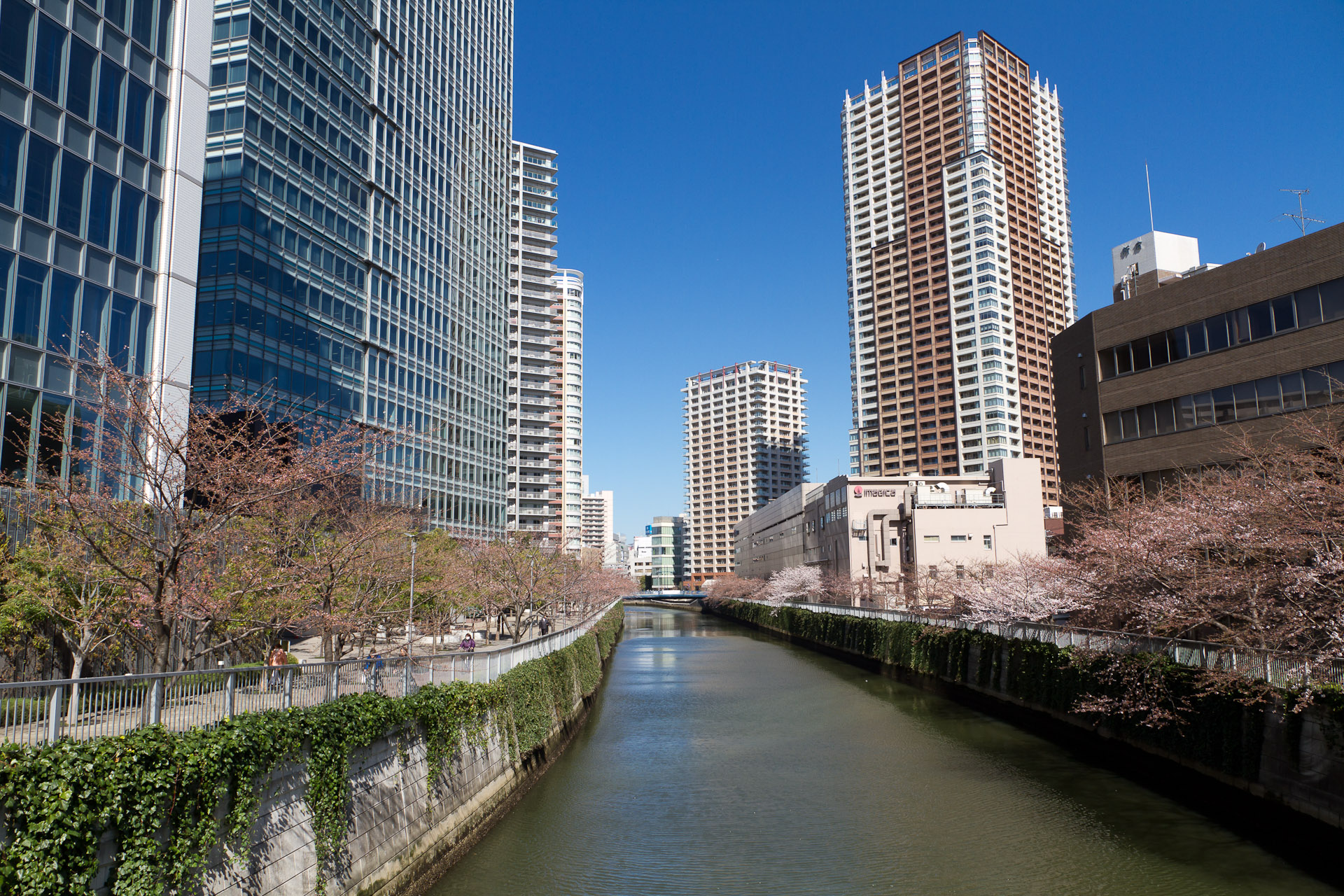
Řeka Meguro v šinagawské části Ósaki

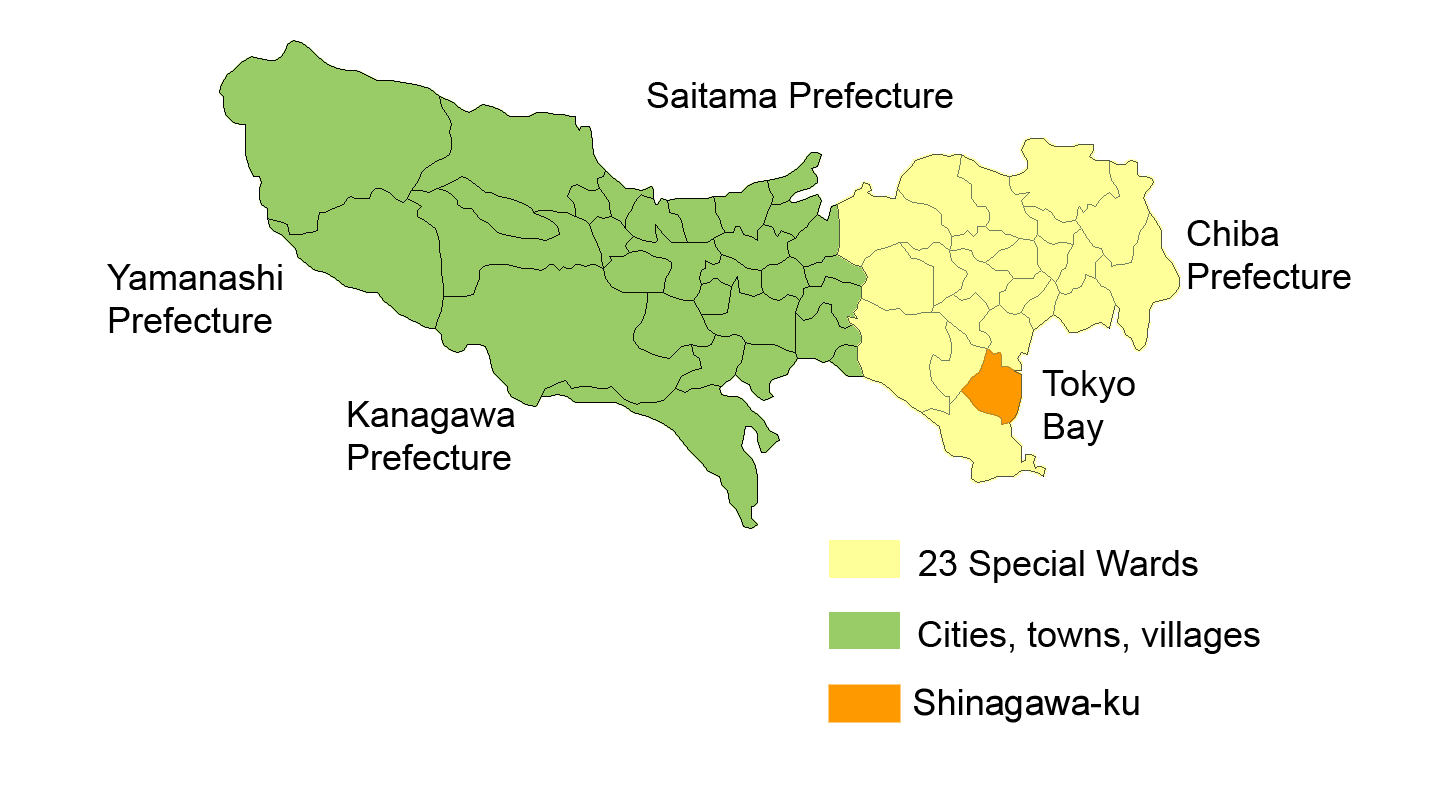
Poloha čtvrti Šinagawa v rámci tokijské metropole

Šinagawa je jednou z 23 zvláštních čtvrtí Tokia. Čtvrť je domovem 9 ambasád. K 1. dubnu 2016 byl počet zdejších obyvatel odhadován na 380 293 osob a hustota zalidnění činila 16 510 osob na km². Rozloha čtvrti je 22,84 km².
Ve čtvrti se mimo jiné nachází Národní Institut Japonské Literatury.